# Seitenwagen-Weltmeisterschaft 2013
Die Seitenwagen-Weltmeisterschaft 2013 war eine von der FIM ausgetragene internationale Weltmeisterschaft für Motorradgespanne. 2013 wurden acht Rennen mit elf Läufen ausgetragen. Überschattet wurde die Saison vom Tod des deutschen Beifahrers Sandor Pohl, der im fünften Rennen bei der Dutch TT verunglückte.

## Punkteverteilung
In der Regel wurden in der Saison 2013 je zwei Läufe pro Rennwochenende ausgetragen. Das am Samstag stattfindende Sprintrennen entsprach dabei der Hälfte der Distanz des Hauptrennens, welches am Sonntag ausgetragen wurde.
| Punkteverteilung | Punkteverteilung | Punkteverteilung | Punkteverteilung | Punkteverteilung | Punkteverteilung | Punkteverteilung | Punkteverteilung | Punkteverteilung | Punkteverteilung | Punkteverteilung | Punkteverteilung | Punkteverteilung | Punkteverteilung | Punkteverteilung | Punkteverteilung |
| ---------------- | ---------------- | ---------------- | ---------------- | ---------------- | ---------------- | ---------------- | ---------------- | ---------------- | ---------------- | ---------------- | ---------------- | ---------------- | ---------------- | ---------------- | ---------------- |
| Platz            | 1                | 2                | 3                | 4                | 5                | 6                | 7                | 8                | 9                | 10               | 11               | 12               | 13               | 14               | 15               |
| Punkte           | 25               | 20               | 16               | 13               | 11               | 10               | 9                | 8                | 7                | 6                | 5                | 4                | 3                | 2                | 1                |

## Rennen
| Nr.  | Datum                            | WM-Lauf                      | Strecke                       | Streckenlayout | Läufe      |
| ---- | -------------------------------- | ---------------------------- | ----------------------------- | -------------- | ---------- |
| 1    | 14. April 2013                   | Spanien                      | Motorland Aragón              |                | ein Lauf   |
| 2–3  | 15. und 16. Juni 2013            | Kroatien                     | Automotodrom Grobnik          |                | zwei Läufe |
| 4    | 28. Juni 2013                    | Dutch TT                     | TT Circuit Assen              |                | ein Lauf   |
| 5    | 14. Juli 2013                    | Großer Preis von Deutschland | Sachsenring                   |                | ein Lauf   |
| 6    | 4. August 2013                   | Niederlande                  | TT Circuit Assen              |                | ein Lauf   |
| 7–8  | 17. und 18. August 2013          | Deutschland                  | Motorsport Arena Oschersleben |                | zwei Läufe |
| 9–10 | 31. August und 1. September 2013 | Deutschland                  | Schleizer Dreieck             |                | zwei Läufe |
| 11   | 21. September 2013               | Frankreich                   | Circuit Bugatti               |                | ein Lauf   |

## Teams und Fahrer
(Wechsel der Beifahrer während der Saison möglich.)
| Nr. | Fahrer             | Beifahrer*                      | Gespann      | Team                                |
| --- | ------------------ | ------------------------------- | ------------ | ----------------------------------- |
| 2   | Jörg Steinhausen   | Ashley Hawes bzw. Grégory Cluze | LCR-BMW      | Steinhausen Racing                  |
| 7   | Philippe Gallerne  | Christophe Guilliot             | RCN-Suzuki   | Team Gallerne                       |
| 8   | André Kretzer      | Jens Lehnertz                   | LCR-Suzuki   | AKW-Kretzer                         |
| 10  | Bennie Streuer     | Geert Koerts                    | LCR-Suzuki   | Team Streuer                        |
| 12  | Kurt Hock          | Enrico Becker                   | LCR-Suzuki   | Hock-Racing                         |
| 13  | Robert Zimmermann  | Manuel Eckert                   | LCR-Suzuki   | Zimmermann-Racing                   |
| 16  | Ben Birchall       | Thomas Birchall                 | LCR-Suzuki   | Birchall-Racing                     |
| 17  | Jean-Louis Hergott | Sam Christie                    | RSR-BMW      | France Ouest Racing Team (F.O.R.T.) |
| 18  | Uwe Gürck          | Axel Kölsch                     | LCR-Suzuki   | GK Racing                           |
| 20  | Christian Bruchez  | Adrien Bruchez                  | LCR-Suzuki   | Bruchez Racing                      |
| 27  | Johan Reuterholt   | Peter Wall                      | ART-Suzuki   | Reuterholt Motorsport               |
| 33  | Shaun Heggarty     | Calum Lawson                    | LCR-Suzuki   | Heggarty & Lawson Racing Team       |
| 34  | Johan Nussbaum     | Tobias Aebischer                | LCR-Suzuki   | Sicecar-Team Sense                  |
| 42  | Christian Ruppert  | Jeffrey Verhagen                | LCR-Yamaha   | Fun42-Racing Team                   |
| 44  | Pekka Päivärinta   | Adolf Hänni                     | LCR-Suzuki   | Team Suzuki Finland                 |
| 49  | Sophia Kirchhofer  | Anna Burkard                    | LCR-Suzuki   | Ladies Team Suisse                  |
| 55  | Janez Remše        | Jamie Biggs                     | LCR-Yamaha   | Team Remse Racing Sloveni           |
| 56  | Jacob Rutz         | Thomas Hofer                    | LCR-Yamaha   | Sidecar Racing Team Rutz            |
| 72  | Scott Lawrie       | James Neave                     | LCR-Suzuki   | Team SLR                            |
| 73  | Jarno Keppel       | Arjen Portijk                   | LCR-Suzuki   | Keppel Sidecar Team                 |
| 81  | Kees Kentrop       | Danny De Haas                   | LCR-Yamaha   | Connect Roke Racing Team            |
| 97  | Michael Grabmüller | Manfred Wechselberger           | LCR-Kawasaki | Polizeisportverein Wels Motorsport  |
| 99  | Petri Makkula      | Timo Karttiala                  | LCR-BMW      | Team Makkula                        |

## Fahrerwertung
| Pos. | Fahrer             | Beifahrer             | ESP | CRO | CRO | NED | DEU | NED | DEU | DEU | DEU | DEU | FRA | Punkte |
| Pos. | Fahrer             | Beifahrer             |     | R1  | R2  |     |     | *   | R1  | R2  | R1  | R2  |     | Punkte |
| ---- | ------------------ | --------------------- | --- | --- | --- | --- | --- | --- | --- | --- | --- | --- | --- | ------ |
| 1    | Pekka Päivärinta   | Adolf Hänni           | 2   | 1   | 1   | 3   | 2   | -   | 2   | 2   | 2   | 2   | 3   | 202    |
| 2    | Ben Birchall       | Thomas Birchall       | 3   |     |     | 1   | 1   | -   | 1   | 1   | 1   | 1   | 1   | 191    |
| 3    | Jörg Steinhausen   | Grégory Cluze         | 1   | 2   | 3   | 2   | 3   | -   | 3   | 3   | 4   | 3   | 2   | 178    |
| 4    | Scott Lawrie       | James Neave           | 5   | 7   | 2   | 4   | 8   | -   | 4   | 4   | 5   | 5   |     | 108    |
| 5    | Kurt Hock          | Maik Ziegler          | 4   | 3   |     |     | 4   |     | 5   | 5   | 3   | 4   | 5   | 104    |
| 6    | Michael Grabmüller | Manfred Wechselberger | 7   | 5   | 9   | 6   | 5   | -   | 9   | 6   | 8   | –   | 8   | 81     |
| 7    | Petri Makkula      | Timo Karttiala        | 9   | 4   | 4   |     | 20  |     | 6   | 9   | 6   | 8   | 6   | 78     |
| 8    | Bennie Streuer     | Geert Koerts          |     | 6   | 5   | 5   | 10  | -   | 8   | 8   | 9   | 11  |     | 66     |
| 9    | Jacob Rutz         | Thomas Hofer          | 11  | 8   | 10  | 11  | 11  | -   | 11  | 11  | 12  | 9   | 9   | 57     |
| 10   | Uwe Gürck          | Axel Kölsch           |     | 11  | 6   | 9   | 9   | -   | 12  | 10  | 11  | 7   |     | 53     |
| 11   | André Kretzer      | Jens Lehnertz         |     |     |     |     | 7   |     | 7   | 7   | 7   | 5   |     | 47     |
| 12   | Kees Kentrop       | Danny De Haas         | 8   | 10  | 7   | 7   |     | -   | 13  | 18  | 14  | 13  |     | 40     |
| 13   | Janez Remše        | Jamie Biggs           | 12  | 9   | 8   | 8   | 14  | -   | 14  | 15  | 13  | 10  |     | 40     |
| 14   | Sébastian Delannoy | Sebastian Lavorel     | 10  |     |     |     |     |     |     |     |     |     | 4   | 19     |
| 15   | Jean-Louis Hergott | Sam Christie          | 13  |     | 11  | 15  | 16  | -   |     |     | 15  | 12  | 11  | 19     |
| 16   | Mike Roscher       | Uwe Neubert           |     |     |     |     | 6   |     |     |     | 10  | –   |     | 16     |
| 17   | Stefan Kiser       | Sandor Pohl*          |     | 14  | 12  | 10  | 13  | -   | DNF |     |     |     |     | 15     |
| 18   | Robert Zimmermann  | Manuel Eckert         | 6   | 12  | DNF |     |     |     |     |     |     |     |     | 14     |
| 19   | Sophia Kirchhofer  | Anna Burkard          | 14  | 13  | 13  |     | 18  |     | 19  | 13  | 16  | 14  |     | 12     |
| 20   | Johan Reuterholt   | Peter Wall            |     |     |     |     |     |     | 10  | 12  |     |     |     | 10     |
| 21   | Philippe Le Bail   | Christian Chaigneau   |     |     |     |     |     |     |     |     |     |     | 7   | 9      |
| 22   | Philippe Gallerne  | Olivier Lavorel       |     |     |     | 14  |     | -   |     | 13  |     |     | 13  | 8      |
| 23   | Jonathan Huet      | Sebastien Arifon      |     |     |     |     |     |     |     |     |     |     | 10  | 6      |
| 24   | John Smits         | Gunter Verbrugge      |     |     |     | 12  |     | -   |     |     |     |     |     | 4      |
| 25   | Peter Schröder     | Manuel Hirschi        |     |     |     |     | 12  |     |     |     |     |     |     | 4      |
| 26   | Christian Bruchez  | Vincent Manicki       |     |     |     |     |     |     | 18  | 19  |     |     | 12  | 4      |
| 27   | Hilbert Talens     | Ilse De Haas          |     |     |     | 13  |     | -   |     |     |     |     |     | 3      |
| 28   | Claude Vinet       | Cyril Vinet           |     |     |     |     |     |     |     |     |     |     | 14  | 2      |
| 29   | Christian Ruppert  | Jeffrey Verhagen      |     |     |     | 16  | 15  | -   | 16  | 16  |     |     |     | 1      |
| 30   | Andres Nussbaum    | Tobias Aebischer      |     |     |     |     |     |     | 15  | 17  |     |     |     | 1      |
| 31   | Josef Sattler      | Stefan Trautner       |     |     |     |     | 19  |     |     |     |     |     |     | –      |

* Der deutsche Beifahrer Sandor Pohl verunglückte beim sechsten Saisonlauf im niederländischen Assen tödlich. Der Seitenwagen des Teams Stefan Kiser/Sandor Pohl hatte sich in der Kurve Haarbocht gedreht und überschlagen. Dabei wurde Pohl aus dem Wrack geschleudert und frontal vom nachfolgenden Gespann John Smits/Gunter Verbrugge getroffen. Der Lauf in Assen wurde daraufhin abgebrochen und nicht gewertet.